# Episodi di Mike Hammer (seconda stagione)
La seconda stagione della serie televisiva Mike Hammer è andata in onda negli Stati Uniti dal 9 gennaio 1959 al 25 settembre 1959 in syndication.
| nº | Titolo originale           | Prima TV USA     |
| -- | -------------------------- | ---------------- |
| 1  | Accentuate the Negative    | 9 gennaio 1959   |
| 2  | Requiem for a Sucker       | 15 gennaio 1959  |
| 3  | I Ain't Talkin'            | 7 febbraio 1959  |
| 4  | The Big Drop               | 14 febbraio 1958 |
| 5  | Aces and Eights            | 21 febbraio 1958 |
| 6  | Baubles, Bangles and Blood | 2 gennaio 1959   |
| 7  | Husbands are Bad Luck      | 28 febbraio 1959 |
| 8  | Jury of One                | 30 gennaio 1959  |
| 9  | Park the Body              | 2 aprile 1959    |
| 10 | Tattoo Brute               | 9 aprile 1959    |
| 11 | Coney Island Baby          | 6 marzo 1959     |
| 12 | According to Luke          | 23 gennaio 1959  |
| 13 | Save Me in San Salvador    | 20 marzo 1959    |
| 14 | The Last Aloha             | 30 aprile 1959   |
| 15 | Swing Low, Sweet Harriet   | 23 aprile 1959   |
| 16 | Another Man's Poison       | 23 aprile 1959   |
| 17 | A Haze on the Lake         |                  |
| 18 | When I Am Dead, My Darling |                  |
| 19 | Stocks and Blondes         | 7 agosto 1959    |
| 20 | Evidence on the Record     | 8 maggio 1959    |
| 21 | Shoot Before You Look      | 1º maggio 1959   |
| 22 | The Commodore              | 28 maggio 1959   |
| 23 | See No Evil                | 4 giugno 1959    |
| 24 | Curtains for an Angel      |                  |
| 25 | Dixie is Dead              |                  |
| 26 | M is for Mother            |                  |
| 27 | Pen Pals                   | 7 luglio 1959    |
| 28 | Now Die in It              |                  |
| 29 | Slay Upon Delivery         |                  |
| 30 | Groomed to Kill            |                  |
| 31 | Doll Trouble               |                  |
| 32 | I Remember Sally           |                  |
| 33 | Wedding Mourning           |                  |
| 34 | Merchant of Menace         |                  |
| 35 | Bride and Doom             | 3 ottobre 1959   |
| 36 | Slab-Happy                 |                  |
| 37 | A Mugging Evening          |                  |
| 38 | Siamese Twinge             |                  |
| 39 | Goodbye, Al                |                  |

## Accentuate the Negative
- Prima televisiva: 9 gennaio 1959
- Diretto da: Earl Bellamy
- Scritto da: Frank Kane

### Trama
- Guest star: Patricia Huston (Mary Otto), Chuck Ross (Frank Otto), Barbara Bain (Dora Church), Ben Morris (Henry Polle), George Barrows (Burt), Louise Truax (Molly Hagan), Louise Lewis (Elsa Weber), Bek Nelson (Noreen Hurley)

## Requiem for a Sucker
- Prima televisiva: 15 gennaio 1959
- Diretto da: Earl Bellamy
- Scritto da: B.X. Sanborn

### Trama
- Guest star: Vito Scotti (Berry Berry), Len Lesser (Ziggy), Evelyn Bunn (Stella), Joan Tabor (Chincilla Jones), Orville Sherman (M. J. Tyler), Richard Benedict (Buckets Marberg), Stewart Bradley (O'Brien)

## I Ain't Talkin'
- Prima televisiva: 7 febbraio 1959
- Diretto da: Boris Sagal
- Scritto da: Frank Kane

### Trama
- Guest star: DeForest Kelley (Eddie Robbins), Joan Tabor (LIta Andre), Marianne Stewart (Myra Robbins), Robert Fuller (Jimmy Nelson), Frank DeKova (Al Adams)

## The Big Drop
- Prima televisiva: 14 febbraio 1958
- Diretto da: Boris Sagal
- Scritto da: Carey Wilber, B.X. Sanborn

### Trama
- Guest star: Bek Nelson (Dorothy Webb), Peggie Castle (Joan Berry), Jan Arvan (Melo Taylor), Karl Davis (Jutman)

## Aces and Eights
- Prima televisiva: 21 febbraio 1958
- Diretto da: Boris Sagal
- Scritto da: Frank Kane

### Trama
- Guest star: Madlyn Rhue (Linda), Frank Gerstle (Crosson), Bern Hoffman (Jim Ruddy), John Anderson (Bill Thomas), Chuck Couch (Bail), June Dayton (Abby Thomas)

## Baubles, Bangles and Blood
- Prima televisiva: 2 gennaio 1959
- Diretto da: Richard Irving
- Scritto da: Frank Kane

### Trama
- Guest star: Paul Lukather (Eddie), Lane Bradford (Barney), Suzanne Lloyd (Sharon Tildon), John Goddard (Hal Tildon), Paul Baxley (Roustabout), Nancy Valentine (Linda), James Bell (Pop Barton)

## Husbands are Bad Luck
- Prima televisiva: 28 febbraio 1959
- Diretto da: Justus Addiss
- Scritto da: B.X. Sanborn

### Trama
- Guest star: Jean Willes (Rose Stone), Owen Cunningham (James Hillary Sr.), Allan "Rocky" Lane (Lefty Jones), Eric Sinclair (James Hillary Jr.), Ann Robinson (Sonya Miles)

## Jury of One
- Prima televisiva: 30 gennaio 1959
- Diretto da: Edward Ludlum
- Scritto da: Steven Thornley

### Trama
- Guest star: Ted Knight (Barney Green), Steve Ihnat (Jack O'Dell), Patricia Huston (Phyllis Tyler), William Mims (Sam Mayo), Priscilla Amidon (Rita), Robert H. Harris (Otto Tyler)

## Park the Body
- Prima televisiva: 2 aprile 1959
- Diretto da: Edward Ludlum
- Scritto da: Steven Thornley

### Trama
- Guest star: Frank Ferguson (Sid Barlow), James Chandler (detective Giles), Robert Fuller (Roy Barlow), Johnny Seven (Carl Pate), Dale van Sickel (Blackie Davis), Helena Nash (Babe Barlow)

## Tattoo Brute
- Prima televisiva: 9 aprile 1959
- Diretto da: Virgil Vogel
- Scritto da: B.X. Sanborn

### Trama
- Guest star: Allen Jung (Sam Wu Toi), Anthony Jochim (Rembrandt Kloski), Theodore Marcuse (Cooper Mako), Paul Dubov (Moon), Lisa Lu (Su Wu Toi)

## Coney Island Baby
- Prima televisiva: 6 marzo 1959
- Diretto da: Richard Irving
- Scritto da: B.X. Sanborn

### Trama
- Guest star: Dorothy Provine (Suzy Keeler), Lloyd Corrigan (McCaffrey), Natalie Norwick (Rosa), Johnny Seven (Johnny Jerzey), James Gavin (Bells Keeler)

## According to Luke
- Prima televisiva: 23 gennaio 1959
- Diretto da: Earl Bellamy
- Scritto da: Steven Thornley

### Trama
- Guest star: Jan Harrison (Karen Baxter), Tom Gleason (Al Krueger), Joseph Mell (sergente Dacon), Lewis Charles (Lloyd Barnum), Tom Neal (Luke Lund)

## Save Me in San Salvador
- Prima televisiva: 20 marzo 1959
- Diretto da: Boris Sagal
- Scritto da: B.X. Sanborn

### Trama
- Guest star: Evelyn Ward (Inez), Jonathan Hole (Herman K. Berman), George Givot (Pablo), Alberto Morin (capitano Lorca), Nita Talbot (Mimi)

## The Last Aloha
- Prima televisiva: 30 aprile 1959
- Diretto da: Sidney Salkow
- Soggetto di: Curtis Cluff

### Trama
- Guest star: Don Kelly, Beverly Tyler, Eddie Saenz, Kenneth Terrell, Victor Sen Yung, Mari Aldon

## Swing Low, Sweet Harriet
- Prima televisiva: 23 aprile 1959
- Diretto da: Edward Ludlum
- Scritto da: Steven Thornley

### Trama
- Guest star: Ross Elliott (Orson Keller), Adrienne Marden (Mrs. Keller), Merry Anders (Harriet Britton), Andrea King (Lois Gates), Lorne Greene (Emmett Gates)

## Another Man's Poison
- Prima televisiva: 23 aprile 1959
- Diretto da: William Witney
- Scritto da: Steven Thornley

### Trama
- Guest star: Jacqueline Scott (Helen Torrey), Wolfe Barzell (Vito), Tracey Roberts (Maria), Bern Hoffman (Vic Fontaine), Mike Connors (Lou Torrey)

## A Haze on the Lake
- Diretto da: Sidney Salkow
- Scritto da: Kenneth A. Enochs

### Trama
- Guest star: Richard Gering (Lloyd Randall), Elaine Edwards (Julie Kunard), Ray Strickland (Paul), John Carlyle (Larry Kunard), William Roerick (Cliff), Lorne Greene (Carl Kunard)

## When I Am Dead, My Darling
- Diretto da: Boris Sagal
- Scritto da: B.X. Sanborn

### Trama
- Guest star: Carolyn Hughes (Gloria), Eugene Borden (dottor Luge), Paul Dubov (Jacques Lomere), Jan Arvan (Pierre Laurents), Rolfe Sedan (dottor Bouchet), Catherine McLeod (Laura Laurents)

## Stocks and Blondes
- Prima televisiva: 7 agosto 1959
- Diretto da: Ray Nazarro
- Scritto da: Robert Turner

### Trama
- Guest star: Roxanne Brooks (Dina), Pete Kellett (Heavy), Dennis Patrick (Simon Loomis), K. L. Smith (Tom O'Rough), Dick Crockett (scagnozzo), Rita Lynn (Edie Sanford)

## Evidence on the Record
- Prima televisiva: 8 maggio 1959
- Diretto da: William Witney
- Scritto da: B.X. Sanborn

### Trama
- Guest star: Vito Scotti (Geta), Helene Stanley (Eileen), Gerald Milton (Johnny Sixty), Frank Maxwell (Wallace Mack)

## Shoot Before You Look
- Prima televisiva: 1º maggio 1959
- Diretto da: Ray Nazarro
- Scritto da: Frank Kane

### Trama
- Guest star: Gail Kobe (Mrs. Marx), Vito Scotti (Geta), Georgine Darcy (Laura Howell), John Milford (Lenny Marx), Charles Aidman (Marty Davis)

## The Commodore
- Prima televisiva: 28 maggio 1959
- Diretto da: Sidney Salkow
- Scritto da: B.X. Sanborn

### Trama
- Guest star: Ashley Cowan (Boots Black), Evelyn Scott (Lily Barnett), H. M. Wynant (Speckles Haynes), Jean Allison (Rhonda Haynes), Michael Winkelman (Roger), Edgar Stehli (Commodore Stubbs)

## See No Evil
- Prima televisiva: 4 giugno 1959
- Diretto da: Ray Nazarro
- Scritto da: B.X. Sanborn

### Trama
- Guest star: Gene Saks (Gobo McCoy), Ted Markland (Betters), Walter Burke (Van), Steve Peck (Carl), Míriam Colón (Tyranna)

## Curtains for an Angel
- Diretto da: William Witney
- Scritto da: B.X. Sanborn

### Trama
- Guest star: Abby Dalton (Stacy Lee), Virginia Gregg (Elsa Hurlburt), Richard Crane (Duncan Fortune), Robert Ellenstein (professore Murphy), Alexander Lockwood (Claude Hurlburt)

## Dixie is Dead

### Trama
- Guest star:

## M is for Mother

### Trama
- Guest star:

## Pen Pals
- Prima televisiva: 7 luglio 1959

### Trama
- Guest star: Mike Connors (Marty), Betty Lynn (Mona), Angela Austin (Holly), Dort Clark (Luger), Ed Kemmer (Simmons)

## Now Die in It
- Diretto da: William Witney
- Scritto da: Steven Thornley
- Soggetto di: Evan Hunter

### Trama
- Guest star: Tommy Ivo (Bill Archer), Jo Kaiser (Donna Crane), Barbara Turner De Hubp (Madaline Pope), Richard Tyler (Paul Stone), Howard Wright (impiegato dell'hotel), Eddie Firestone (Rudy Pope)

## Slay Upon Delivery
- Diretto da:
- Scritto da:

### Trama
- Guest star:

## Groomed to Kill
- Diretto da: Ray Nazarro
- Scritto da: Robert Turner

### Trama
- Guest star: Ray Daley (Al Sanders), Leonard P. Geer (uomo), K. T. Stevens (Doris Gill), Joan Tabor (Sherri Gay), Frank Albertson (Jason Gill)

## Doll Trouble
- Diretto da:
- Scritto da:

### Trama
- Guest star: Vitina Marcus, John Archer, Marian Collier, Cindy Carol, Isobel Elsom

## I Remember Sally
- Diretto da:
- Scritto da:

### Trama
- Guest star:

## Wedding Mourning
- Diretto da:
- Scritto da:

### Trama
- Guest star:

## Merchant of Menace
- Diretto da: William Witney
- Scritto da: Robert Turner

### Trama
- Guest star: James Flavin (Brink Donovan), Eddie Marr (Doto Byrd), Arthur Kendall (Matt), Vito Scotti (Geta), Brad Trumbull (sergente Flynn), Larry Perron (Gus Donovan), Barbara Stuart (Gladys Donovan)

## Bride and Doom
- Prima televisiva: 3 ottobre 1959
- Diretto da: William Witney

### Trama
- Guest star: J. Pat O'Malley (Hugo), Frances Robinson (Joyce Conroy), DeForest Kelley (Philip Conroy), Sue Ane Langdon (Ruby Duval), Richard Angarola (Nick Mann)

## Slab-Happy
- Diretto da: Frank Arrigo
- Scritto da: Steven Thornley

### Trama
- Guest star: Ralf Harolde, Mary La Roche, Jack Lambert, Peter Adams

## A Mugging Evening
- Diretto da: William Witney
- Scritto da: Frank Kane, Robert Turner

### Trama
- Guest star: William Keene (Robert Bart), Gene Collins (Hill), Irene Vernon (Myra), Jack Hogan (Brownie), J. Pat O'Malley (uomo), Yvette Vickers (Ellen Robbins)

## Siamese Twinge
1959
- Diretto da: William Witney

### Trama
- Guest star: Julie Scott, Arthur Batanides, Richard Kipling, Barry Russo, Eleanor Audley, Eric Sinclair, Sondi Sodsai

## Goodbye, Al

### Trama
- Guest star: Ned Glass, Melanie York, Val Avery, Walter Coy, Pete Kellett